# Les Bleus de la balle
Les Bleus de la balle est la quarantième histoire de la série Les Tuniques bleues de Lambil et Raoul Cauvin. Elle est publiée pour la première fois du no 2600 au no 2608 du journal Spirou, puis en album en 1988.

## Résumé
Au retour du général Alexander, rien ne va plus dans le camp ; les soldats se mutilent et se tuent volontairement. Le général est furieux et propose des loisirs. L'idée est acceptée à l'unanimité et l'on charge Chesterfield et Blutch de trouver des artistes. 
Le premier est un artiste qui adore le théâtre. Mais il joue une pièce si triste que la situation ne fait qu'empirer. Et puis enfin, ils trouvent un danseur étoile. Tout se passe pour le mieux. Mais les Sudistes attaquent en pleine présentation et c'est un massacre. Puis le danseur croise l'amoureux fou du théâtre et ils partent en tournée ensemble, sûrs de faire des prodiges ensemble.

## Personnages
- Sergent Chesterfield
- Caporal Blutch
- Général Alexander
- Raphaël de Saint-Sulpice

C'est un musicien et comédien qui prête son violoncelle aux soldats. Lorsqu'il apprendra l'échec des "Chœurs de l'Armée Bleue", il aidera Chesterfield et les déserteurs à se repentir en jouant avec eux la pièce de théâtre "Le Cid", de Pierre Corneille. Les soldats s'endorment, le général Alexander ne supporte pas la pièce et De Saint-Sulpice va jusqu'à frapper le général en le traitant de ridicule et d'ignare. Il fuit le camp sous les coups des gardes du général. Plus tard, quand Chesterfield et Blutch seront chez les Sudistes avec Zizi Asphodèle, les soldats sudistes lui emprunteront le violoncelle pour que Zizi danse devant la troupe en musique. Les Nordistes retrouveront les Sudistes et il s'ensuit une bataille acharnée. Après le combat, de Saint-Sulpice a le malheur de voir son instrument détruit. Il rencontre et s'associe avec Zizi Asphodèle et part avec lui avec de grands projets en tête. 
- Zizi Asphodèle

C'est un danseur étoile de renom qui est homosexuel et qui rencontre Chesterfield et Blutch. Alors que l'essieu de sa roulotte est cassé, il demande aux soldats de l'aider. Zizi tombe vite amoureux du sergent Chesterfield, qui n'aime pas le fait qu'il soir courtisé par le danseur. Zizi appelle le sergent « gros loup », « gros lapin », « gros chat ». Il déteste Blutch car celui-ci s'est moqué de lui. Zizi et les soldats doivent danser devant une troupe de sudistes pour ne pas être démasqués. Lorsque Chesterfield et Blutch sont démasqués par un sudiste, Blutch veut dénoncer Zizi car s'ils meurent, Zizi doit mourir aussi. Cette décision énerve Chesterfield qui pousse Blutch sur le cheval du sudiste, en considérant Zizi Asphodèle comme un ami. En fait, c'était une ruse pour assommer le sudiste. Chesterfield a cru un moment que Blutch en voulait à Zizi. Les nordistes retrouvent ensuite les sudistes et une bataille commence. Après la bataille, Raphaël de Saint-Sulpice, le musicien qui a prêté son violoncelle aux nordistes puis aux sudistes, a le malheur de voir son instrument détruit. Zizi le rencontre et s'associe avec lui. Ils partent ensemble, ayant de grands projets en tête.